# Les Vacances du calife
Les Vacances du calife est le troisième album de la série de bandes dessinées Iznogoud, textes de René Goscinny et dessins de Jean Tabary, publié par Dargaud en 1968. L'album contient quatre épisodes de dix planches chacun.
À noter que seuls ce troisième album et le précédent (Les Complots du Grand Vizir Iznogoud) portent comme titre de collection en haut de première de couverture la mention : "Les aventures du calife Haroun-el-Poussah". Tous les autres albums d'Iznogoud portent la mention "Les aventures du Grand Vizir Iznogoud".

## Les Vacances d'été ou Tas d'attentats
En période de vacances, tout Bagdad décide d’aller à la mer pour se détendre. Iznogoud y emmène le Calife et tente de l'éliminer par divers subterfuges.

## Sports dans le Califat
Iznogoud s’associe avec un mage byzantin nommé Météorologue qui influence le climat en annonçant le contraire de ce qui va arriver, et tente d'éliminer le Calife sous la neige ou dans un accident de sports d'hiver.

## La Croisière du Calife
Iznogoud s'associe avec un marin qui jouit de malchance pour emmener le Calife dans un voyage périlleux allant d'île en île.

## La Bonbonne de Gazbutahn
Jeu de mots avec « bonbonne de gaz butane ». Iznogoud achète au mage Gazbutahn une bonbonne d'élixir qui transforme en cloporte tous ceux qui la boivent en totalité. Mais l'élixir a mauvais goût, et la victime doit boire jusqu'à la dernière goutte pour être transformée.

### Documentation
- Paul Gravett (dir.), « De 1950 à 1969 : Iznogoud : les Vacances du calife », dans Les 1001 BD qu'il faut avoir lues dans sa vie, Flammarion, 2012 (ISBN 2081277735), p. 288.